# Тонон-ле-Бен

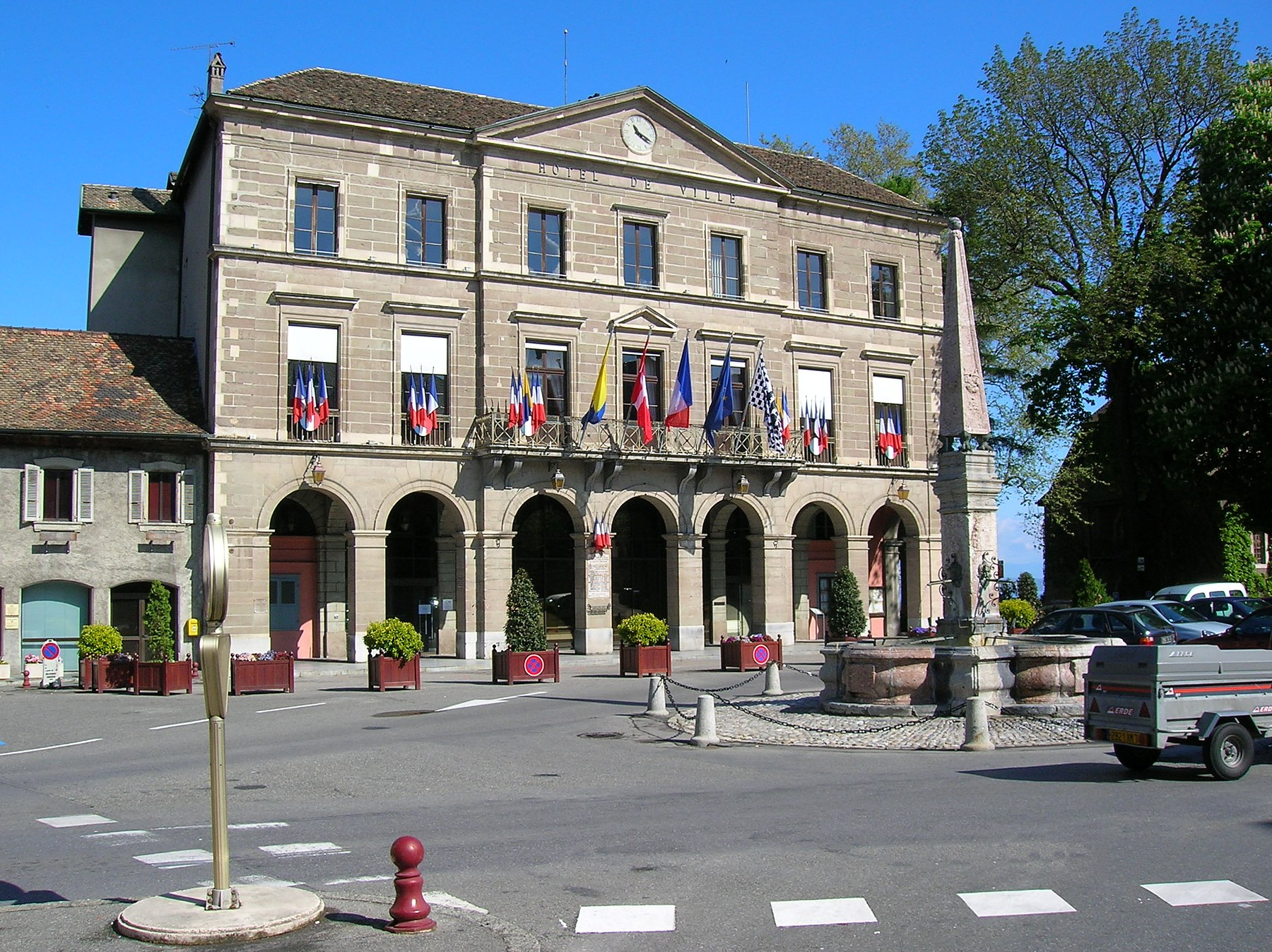

Тоно́н-ле-Бен (фр. Thonon-les-Bains) — місто та муніципалітет у Франції, у регіоні Овернь-Рона-Альпи, департамент Верхня Савоя. Населення — 37 027 осіб (01.01.2021).

## Географія
Муніципалітет розміщений на відстані близько 420 км на південний схід від Парижа, 145 км на північний схід від Ліона, 60 км на північний схід від Ансі.
Місто Тонон-ле-Бен знаходиться на висоті 431 м над рівнем моря, на південному березі Женевського озера, на північ від масиву Шабле, в північно-західній чверті Альп. Він охоплює площу 16,21 кв. км.

## Історія
До 2015 року муніципалітет перебував у складі регіону Рона-Альпи. Від 1 січня 2016 року належить до нового об'єднаного регіону Овернь-Рона-Альпи.

## Демографія
Динаміка населення (Ehess і INSEE ):
Розподіл населення за віком та статтю (2006):
| Стать | Всього | До 15 років | 15-24 | 25-44 | 45-64 | 65-85 | Понад 85 |
| --- | ------ | ----------- | ----- | ----- | ----- | ----- | -------- |
| Чоловіки | 14 361 | 2750        | 1941  | 4132  | 3412  | 1892  | 234      |
| Жінки | 16 853 | 2789        | 1925  | 4487  | 3788  | 3058  | 806      |
| \| Статево-вікова піраміда \| Статево-вікова піраміда \| Статево-вікова піраміда \| \| ----------------------- \| ----------------------- \| ----------------------- \| \| Чоловіки \| Вік \| Жінки \| \| 234 \| 85 + \| 806 \| \| 299 \| 80-84 \| 759 \| \| 462 \| 75-79 \| 700 \| \| 594 \| 70-74 \| 848 \| \| 537 \| 65-69 \| 751 \| \| 758 \| 60-64 \| 825 \| \| 961 \| 55-59 \| 1026 \| \| 787 \| 50-54 \| 921 \| \| 906 \| 45-49 \| 1016 \| \| 972 \| 40-44 \| 1165 \| \| 1060 \| 35-39 \| 984 \| \| 1124 \| 30-34 \| 1160 \| \| 976 \| 25-29 \| 1178 \| \| 920 \| 20-24 \| 990 \| \| 1021 \| 15-20 \| 935 \| \| 906 \| 10-14 \| 803 \| \| 950 \| 5-9 \| 910 \| \| 894 \| 0-4 \| 1076 \| |        |             |       |       |       |       |          |
| Статево-вікова піраміда |        |             |       |       |       |       |          |
| Чоловіки | Вік    | Жінки       |       |       |       |       |          |
| 234 | 85 +   | 806         |       |       |       |       |          |
| 299 | 80-84  | 759         |       |       |       |       |          |
| 462 | 75-79  | 700         |       |       |       |       |          |
| 594 | 70-74  | 848         |       |       |       |       |          |
| 537 | 65-69  | 751         |       |       |       |       |          |
| 758 | 60-64  | 825         |       |       |       |       |          |
| 961 | 55-59  | 1026        |       |       |       |       |          |
| 787 | 50-54  | 921         |       |       |       |       |          |
| 906 | 45-49  | 1016        |       |       |       |       |          |
| 972 | 40-44  | 1165        |       |       |       |       |          |
| 1060 | 35-39  | 984         |       |       |       |       |          |
| 1124 | 30-34  | 1160        |       |       |       |       |          |
| 976 | 25-29  | 1178        |       |       |       |       |          |
| 920 | 20-24  | 990         |       |       |       |       |          |
| 1021 | 15-20  | 935         |       |       |       |       |          |
| 906 | 10-14  | 803         |       |       |       |       |          |
| 950 | 5-9    | 910         |       |       |       |       |          |
| 894 | 0-4    | 1076        |       |       |       |       |          |

## Економіка
2010 року серед 21 330 осіб працездатного віку (15—64 років) 16 005 були активними, 5325 — неактивними (показник активності 75,0%, у 1999 році було 70,8%). З 16 005 активних мешканців працювали 14 192 особи (7347 чоловіків та 6845 жінок), безробітними було 1813 (865 чоловіків та 948 жінок). Серед 5325 неактивних 1755 осіб було учнями чи студентами, 1692 — пенсіонерами, 1878 були неактивними з інших причин.

У 2010 році в муніципалітеті числилось 15317 оподаткованих домогосподарств, у яких проживали 32568,0 особи, медіана доходів виносила 19 473 євро на одного особоспоживача

## Уродженці
- Бернар Боск'є (*1940) — відомий у минулому французький футболіст, захисник.

## Персоналії
В муніципалітеті народилася срібна призерка олімпійських ігор, сноубордистка Дебора Антоніоз.